# Бураттини, Тито Ливио

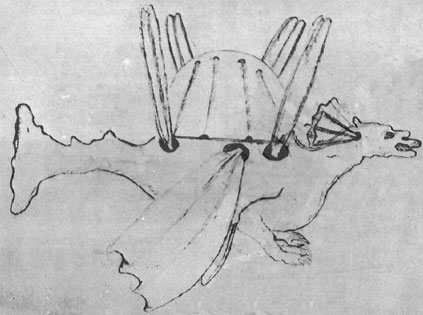
«Дракон», построенный Бураттини

Ти́то Ли́вио Буратти́ни (8 марта 1617, Агордо — 17 ноября 1681, Краков или Вильна) — изобретатель, архитектор, египтолог, физик, механик, географ, создатель инструментов и метролог, астроном, путешественник, инженер, дворянин и дипломат итальянского происхождения.

## Биография
Родился в городе Агордо, Италия, в 130 километрах от Венеции. Учился в Падуе и Венеции. В 1637 году отправился в Египет. В 1639 году он исследовал пирамиду Хеопса с английским математиком Джоном Гривзом; как Бураттини, так и сэр Исаак Ньютон пользовались измерениями, сделанными Гривзом, пытаясь точно определить окружность Земли. В Египте Бураттини сделал рисунки построек и снаряжения эпохи фараонов, которые позже использовал А. Кирхер в своей работе Oedipus Aegyptiacus (1652 год).
После отъезда из Египта в Германию в 1641 году двор короля Владислава IV пригласил его в Польшу. С 1642 года жил в Кракове, с 1646 года — в Варшаве как королевский придворный. Принимал участие в многочисленных дипломатических миссиях. В Варшаве Бураттини была построена модель летательного аппарата с четырьмя фиксированными планерными крыльями в 1647 году. Описанный как «четыре пары крыльев, присоединённых к дракону сложной конструкции», он, как сообщалось, успешно поднял кошку в 1648 году, но не смог поднять самого Бураттини. В соответствии с книгой Клайва Харта The Prehistory of Flight («Предыстория полёта»), Бураттини утверждал, что «только самые незначительные травмы» могли произойти с человеком при посадке аппарата.
С 1650 года назначен королевским архитектором и строителем Дворца Казимира в Варшаве и Краковском предместье. Проводил ремонт Уяздовского замка. В 1656 году во время шведского вторжения на собственные средства снарядил воинскую хоругвь, которая во главе со Стефаном Чарнецким боролась со шведами. В 1658 году получил вместе с братом Филиппом индигенат. С 1658 года — арендатор королевского монетного двора в Кракове. В 1659—1666 годах массово чеканил медные деньги на Уяздовском, Виленском и Брестском монетных дворах, так называемые боратинки.
Учредил и организовал астрономическую обсерваторию в Уяздове, после чего в 1665 году открыл пятна на Венере. Бураттини считается изобретателем микроскопа, мельницы, которая сама поливает сады, также он пытался сделать машину для лечения людей. В 1666 году построил на Висле мост для войска, которое шло на Ежи Себастьяна Любомирского.
Он разработал раннюю систему физических величин, основанную на времени, подобную сегодняшней Международной системе СИ, и опубликовал её в своей книге Misura universale (букв. «универсальная мера») в 1675 году в Вильне. Его система включает в себя metro cattolico (букв. «католический [то есть универсальный] метр»), единицу длины, эквивалентную длине маятника, совершающего колебание между двумя крайними положениями за секунду (то есть с периодом колебаний в 2 секунды — так называемый секундный маятник); она отличается от современного метра менее чем на сантиметр. Он считается первым, кто предложил название «метр» для единицы длины.
Вместе с двумя другими учёными, которых он встретил в Кракове, Бураттини создал оптическую мастерскую, в которой «производил оптические эксперименты и способствовал открытию неровностей на поверхности Венеры, сопоставимых с теми, что видны на Луне». Он создал линзы для микроскопов и телескопов и подарил некоторые из них кардиналу Леопольдо Медичи (1617—1675). Ему также приписывают создание вычислительной машины, которую он передал великому князю Фердинандо II, которая имела особенности как машины Блеза Паскаля, так и стержней Джона Непера. Умер в Кракове в возрасте 64 лет.

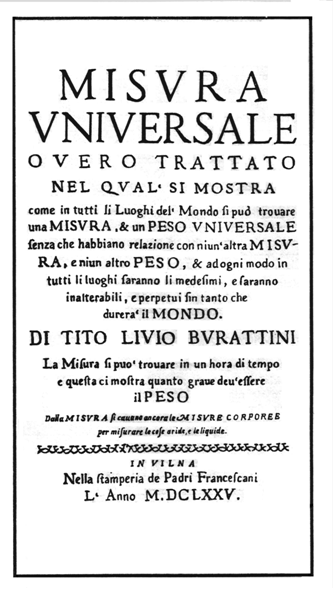
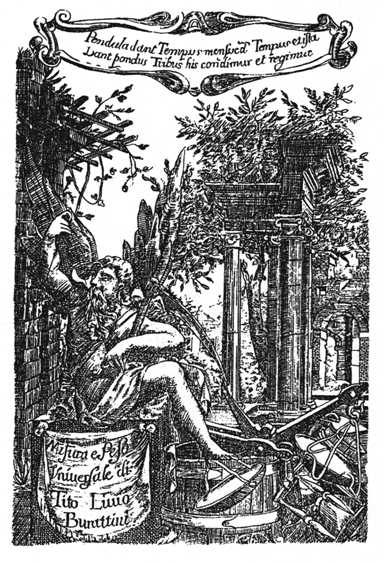
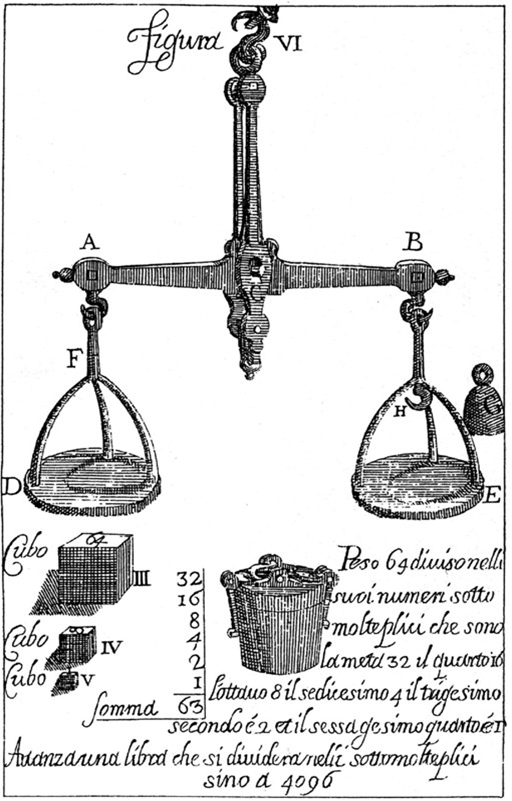